# Kornel Nemeth

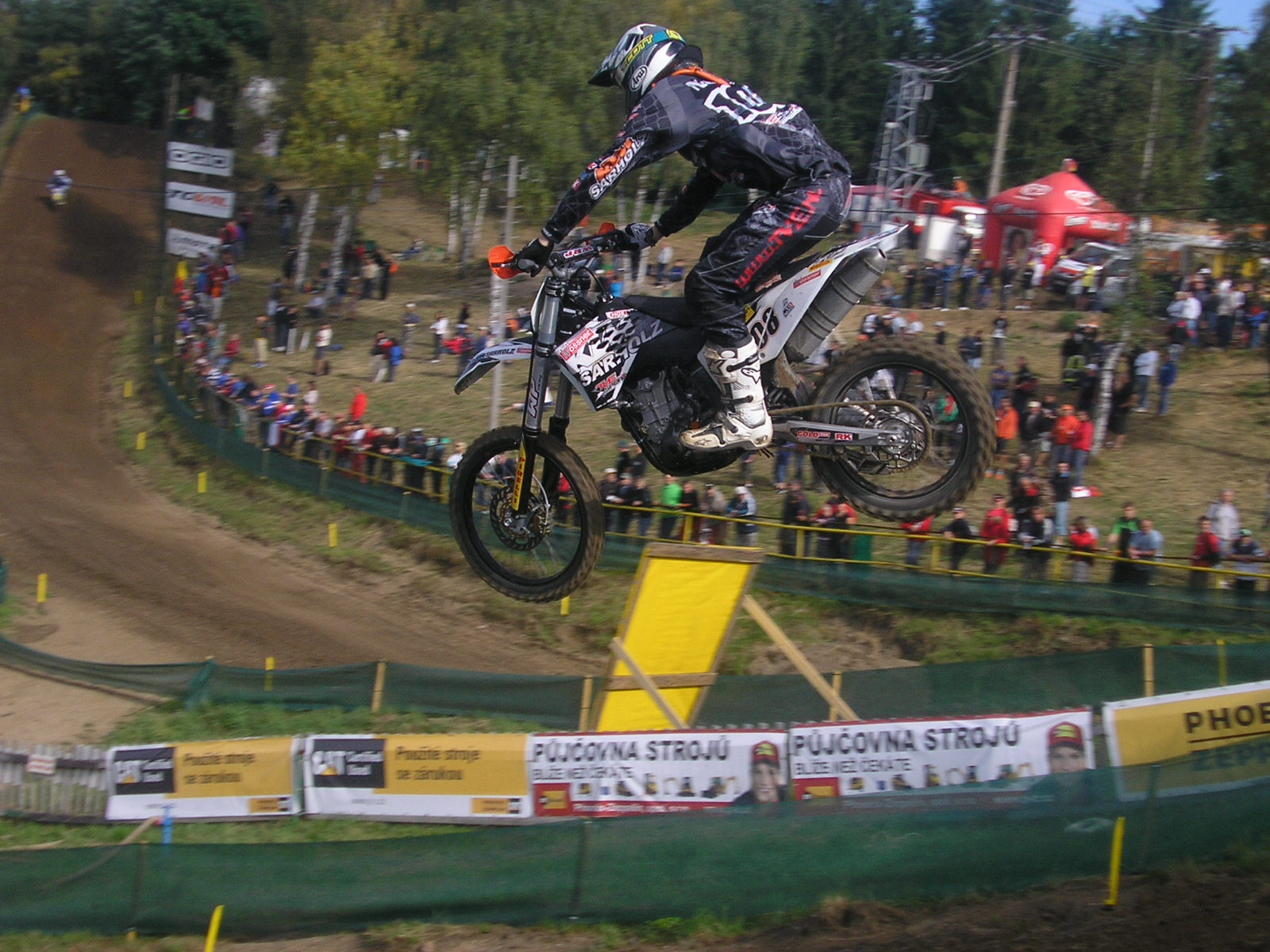
Kornel Nemeth beim Tschechischen Grand-Prix 2008.

Kornel Nemeth (ungarisch Németh Kornél) (* 9. März 1983 in Kaposvár, Ungarn) ist ein deutsch-ungarischer Motocross-Rennfahrer. Hauptberuflich arbeitet er mittlerweile als Motocross-Trainer bei seiner eigenen Motocross-Schule, der Nemeth Offroad School.

## Leben und Karriere
Als Sohn des Motocross-Fahrers Kornel Nemeth Senior saß Kornel im Alter von drei Jahren das erste Mal auf einem Cross-Motorrad. Seine ersten Rennen bestritt er bereits als Achtjähriger.
1997 begann Kornel Nemeth mit Freestyle Motocross (FMX). Er belegte u. a. den dritten Platz beim FMX World Cup 2001 in Riesa, Deutschland und katapultierte sich damit in die Reihen der besten FMX-Fahrer der Welt. Ausnahmetalent und Zuschauerliebling Kornel Nemeth (von Fans liebevoll „Cuby“ genannt) wurde zu dieser Zeit weltweit als bester europäischer FMX-Fahrer gehandelt. Neben stets spektakulären Showeinlagen verdankt ihm die FMX-Szene eine Vielzahl von neuen bzw. abgeänderten Tricks, wie z. B. den Supercuby (heute Holy Man genannt), den Kandybar to kan kan, den Kan kan no hand, den Nothing to kan kan und den Lazy boy to Superman seat grab.
2002 kehrte Kornel dem FMX den Rücken und setzte seine Karriere als Motocross-Rennfahrer fort. 2000 sicherte sich „Cuby“ den dritten Platz in der Motocross-Europameisterschaft. 2005 stürzte Kornel beim Supercross in der Stuttgarter Schleyerhalle unglücklich und trug schwere Verletzungen davon. Nach einer Reihe von Operationen und einer langwierigen Reha stieg Kornel 2006 in die laufende Rennsaison ein und erkämpfte sich den fünften Platz in der Königskategorie (MX1) der ADAC MX Masters Rennserie, sowie den 19. Platz in der FIM MX1 Weltmeisterschaft. 2007 wurde Kornel ADAC MX Masters Vizemeister (MX1) und schloss die FIM MX1 Weltmeisterschaft auf Rang 12 ab.
2008 sicherte sich „Cuby“ den dritten Platz der ADAC MX Masters Rennserie (MX1) und beendete die FIM MX1 Weltmeisterschaft auf Position 15. 2009 gewann Kornel die German Cross Country Rennserie und nahm erfolgreich an einzelnen Rennen der Internationalen kanadischen MX1-Meisterschaft teil (2. Platz in Gopher Dunes). Der Titel des Internationalen Deutschen Motocross-Meister 2009 wurde ihm nachträglich wegen Dopings aberkannt.
2010 widmete sich Kornel komplett der internationalen kanadischen MX1-Meisterschaft und wurde kanadischer Vizemeister. 2011 kehrte er nach Europa zurück und fuhr ein Jahr für ein tschechisches Team. Im Mai 2012 stürzte Kornel Nemeth beim Training schwer und erlitt Rückenverletzungen die operiert werden mussten. Er beendete die Reha zu früh und stieg wieder in die laufende Rennsaison ein. Trotz seiner Pause und schweren Verletzung konnte Kornel noch die letzten Läufe der German Cross Country Rennserie gewinnen.
Für 2013 schloss er erstmals einen Vertrag mit dem ungarischen Team HTS KTM ab. Für das Team HTS KTM konnte er folgende Erfolge einfahren: German Cross Country Champion 2013, ungarischer MX 1 Champion 2013, Endurocross WM 5. Platz in der Gesamtwertung 2013 (rookie of the year); German Cross Country Champion 2014, ungarischer MX 1 Champion 2014, King of Xtreme Endurocross 2014 und X-Games 2015 Endurocross 11. Platz, German Cross Country Champion 2015, europäischer XCC Champion 2015, King of Xtreme Endurocross 2015.
Kornel Nemeth wurde bis 2015 insgesamt einundzwanzigmal internationaler ungarischer MX-1-Meister und hält damit den Rekord in dieser Kategorie.
In seiner Freizeit übt sich Kornel als Boxer, Schlagzeuger, BMX-Fahrer und Skateboarder. Er ist überzeugter Vegetarier und setzt sich z. B. bei Peta für Tierrechte und Tierschutz ein. Kornel lebt mit seiner Familie seit 2021 in Österreich an der österreichisch-ungarischen Grenze.

## Wichtigste Resultate
| Jahr | Wettbewerb                                          | Platzierung                             |
| ---- | --------------------------------------------------- | --------------------------------------- |
| 1992 | 80 cm³ Motocross Championship                       | 8. Platz                                |
| 1993 | Junior Motocross Championship                       | 1. Platz                                |
| 1994 | 80 cm³ Hungarian Motocross Championship             | 1. Platz                                |
| 1994 | 80 cm³ Hungarian Supercross Championship            | 1. Platz                                |
| 1996 | 125 cm³ Hungarian Motocross Junior Championship     | 1. Platz                                |
| 1996 | 125 cm³ Hungarian Supercross Junior Championship    | 1. Platz                                |
| 1997 | 125 cm³ Hungarian Motocross Championship(Pro)       | 2. Platz                                |
| 1997 | 125 cm³ Hungarian Open Supercross Championship(Pro) | 2. Platz                                |
| 1998 | 125 cm³ Hungarian Motocross Championship(Pro)       | 1. Platz                                |
| 1998 | 125 cm³ Hungarian Supercross Championship(Pro)      | 1. Platz                                |
| 1999 | 125 cm³ Hungarian Motocross Championship            | 1. Platz                                |
| 1999 | 250 cm³ Hungarian Motocross Championship            | 1. Platz                                |
| 1999 | 125 cm³ European Championship                       | 8. Platz                                |
| 1999 | 125 cm³ Motocross World Championship (Österreich)   | 14. Platz                               |
| 2000 | Hungarian Open Championship                         | 1. Platz                                |
| 2000 | European Motocross Championship (Dänemark)          | 2. Platz                                |
| 2000 | European Motocross Championship (Hun-Piliscsév)     | 1. Platz                                |
| 2000 | European Championship Overall                       | 3. Platz                                |
| 2001 | 250 cm³ Motocross World Championship                | 30. Platz                               |
| 2002 | 250 cm³ Hungarian Motocross Championship            | 1. Platz                                |
| 2002 | 250 cm³ Motocross World Championship (Belgien)      | 14. Platz                               |
| 2002 | 250 cm³ Motocross World Championship (Italien)      | 14. Platz                               |
| 2003 | Motocross World Championship MX1 (Niederlande)      | 13. Platz                               |
| 2003 | ADAC Supercross Championship (Deutschland, Kiel)    | 2. Platz                                |
| 2004 | Italian Open Championship                           | Heat-Winner                             |
| 2004 | Motocross World Championship MX3 (Rumänien)         | 1. Platz                                |
| 2004 | Motocross World Championship MX3 Overall            | 12. Platz                               |
| 2005 | Motocross World Championship MX1 Overall            | 24. Platz                               |
| 2005 | ADAC MX Masters MX1(Deutschland, Aufenau)           | 1. Platz                                |
| 2006 | Motocross World Championship (Schweden, 2. Moto)    | 6. Platz                                |
| 2006 | ADAC MX Masters MX1 (Deutschland, Aichwald)         | 3. Platz                                |
| 2006 | ADAC MX Masters MX1 (Deutschland, Tensfeld)         | 3. Platz                                |
| 2006 | Motocross World Championship (Irland, Desertmartin) | 7. Platz                                |
| 2006 | ADAC MX Masters MX1 (Österreich, Möggers)           | 3. Platz                                |
| 2006 | Motocross World Championship (Niederlande, Lierop)  | 10. Platz                               |
| 2006 | ADAC MX Masters MX1 (Deutschland, Holzgerlingen)    | 2. Platz                                |
| 2006 | Moto World Championship (Frankreich, Ernée)         | 8. Platz                                |
| 2006 | Motocross World Championship MX1 Overall            | 19. Platz                               |
| 2006 | Motocross of Nations B-Final (England, Winchester)  | Heat-Winner                             |
| 2006 | ADAC MX Masters overall                             | 5. Platz                                |
| 2007 | Motocross World Championship overall                | 12. Platz                               |
| 2007 | ADAC MX Masters overall                             | 2. Platz                                |
| 2008 | Motocross World Championship overall                | 15. Platz                               |
| 2008 | ADAC MX Masters overall                             | 3. Platz                                |
| 2009 | Canadian National Championship (Gopher Dunes)       | 2. Platz (punktgleich mit dem Gewinner) |
| 2009 | German ADAC Masters overall                         | 2. Platz                                |
| 2009 | German Cross-Country Championship overall           | 1. Platz                                |
| 2010 | CMRC Pro Motocross National, Canada, overall        | 2. Platz                                |
| 2011 | Supercross Herning, Dänemark                        | 2. Platz                                |
| 2011 | International CZ Championship                       | 3. Platz                                |
| 2011 | Hungarian MX1 Championship overall                  | 1. Platz                                |
| 2013 | Hungarian MX1 Championship overall                  | 1. Platz                                |
| 2013 | German Cross-Country Championship overall           | 1. Platz                                |
| 2013 | Endurocross WM overall                              | 5. Platz                                |
| 2014 | Hungarian MX1 Championship overall                  | 1. Platz                                |
| 2014 | German Cross-Country Championship overall           | 1. Platz                                |
| 2014 | King of Xtreme Endurocross                          | 1. Platz                                |
| 2015 | X-Games Austin TX Endurocross                       | 11. Platz                               |
| 2015 | German Cross-Country Championship overall           | 1. Platz                                |
| 2015 | European XCC Championship overall                   | 1. Platz                                |
| 2015 | King of Xtreme Endurocross                          | 1. Platz                                |